# Fun Boy Three
Fun Boy Three war eine kurzlebige britische New-Wave-Band, die 1981 von Terry Hall, Sänger von The Specials, zusammen mit weiteren ehemaligen Mitgliedern, Neville Staples und Lynval Golding, gegründet wurde.

## Hintergrund

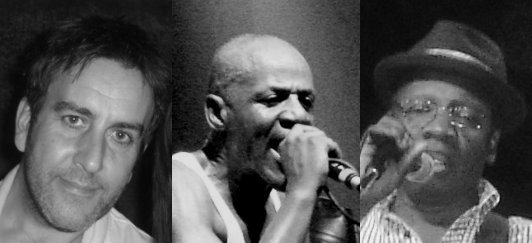
Fun Boy Three

Der größte Hit in Großbritannien war Our Lips Are Sealed, geschrieben von Terry Hall und Jane Wiedlin, einer Sängerin der US-amerikanischen Band The Go-Gos. Insgesamt hatte die Band von 1981 bis 1983 sieben Singles in den Top 20 der britischen Charts. Die drei Sängerinnen im Hintergrund des Hits It Ain’t What You Do, It’s The Way That You Do It wurden kurze Zeit später als Bananarama sehr erfolgreich. Die Band löste sich 1983 auf, Hall widmete sich neuen Projekten.

## Diskografie

### Alben
| Jahr | Titel             | Höchstplatzierung, Gesamtwochen, AuszeichnungChartplatzierungen (Jahr, Titel, Platzierungen, Wochen, Auszeichnungen, Anmerkungen) | Höchstplatzierung, Gesamtwochen, AuszeichnungChartplatzierungen (Jahr, Titel, Platzierungen, Wochen, Auszeichnungen, Anmerkungen) | Anmerkungen                         |
| Jahr | Titel             | UK | US | Anmerkungen                         |
| ---- | ----------------- | --- | --- | ----------------------------------- |
| 1982 | The Fun Boy Three | UK7 Gold · (20 Wo.)UK | — | Erstveröffentlichung: 1982 aka Fame |
| 1983 | Waiting           | UK14 Silber · (20 Wo.)UK | US104 (7 Wo.)US | Erstveröffentlichung: 1983          |

### Singles
| Jahr | Titel Album                                                        | Höchstplatzierung, Gesamtwochen, AuszeichnungChartplatzierungen (Jahr, Titel, Album, Platzierungen, Wochen, Auszeichnungen, Anmerkungen) | Höchstplatzierung, Gesamtwochen, AuszeichnungChartplatzierungen (Jahr, Titel, Album, Platzierungen, Wochen, Auszeichnungen, Anmerkungen) | Anmerkungen                                             |
| Jahr | Titel Album                                                        | UK | US | Anmerkungen                                             |
| ---- | ------------------------------------------------------------------ | --- | --- | ------------------------------------------------------- |
| 1981 | The Lunatics (Have Taken Over The Asylum) The Fun Boy Three        | UK20 (12 Wo.)UK | — | Erstveröffentlichung: 1981                              |
| 1982 | It Ain’t What You Do It’s The Way That You Do It The Fun Boy Three | UK20 Silber · (12 Wo.)UK | — | Erstveröffentlichung: 1982 mit Bananarama               |
| 1982 | Really Saying Something Deep Sea Skiving                           | UK5 Silber · (10 Wo.)UK | — | Erstveröffentlichung: 1982 Bananarama mit Fun Boy Three |
| 1982 | The Telephone Always Rings The Fun Boy Three                       | UK17 (9 Wo.)UK | — | Erstveröffentlichung: 1982                              |
| 1982 | Summertime                                                         | UK18 (8 Wo.)UK | — | Erstveröffentlichung: 1969                              |
| 1983 | The More I See (The Less I Believe) Waiting                        | UK68 (2 Wo.)UK | — | Erstveröffentlichung: 1983                              |
| 1983 | The Tunnel Of Love Waiting                                         | UK10 (10 Wo.)UK | — | Erstveröffentlichung: 1983                              |
| 1983 | Our Lips Are Sealed Waiting                                        | UK7 (10 Wo.)UK | — | Erstveröffentlichung: 1983                              |